# UBE Corporation
UBE Corporation (UBE株式会社 Yū-bī-ī Kabushiki-gaisha) (TYO: 4208
) er en japansk kemivirksomhed. De fremstiller kemikalier, plastik, materialer til batterier, medicin, cement, byggematerialer og maskiner.
Virksomheden blev etableret i 1897 som Okinoyama Coal Mine.